# Menophra serrata
Menophra serrata är en fjärilsart som beskrevs av Fletcher 1963. Menophra serrata ingår i släktet Menophra och familjen mätare. Inga underarter finns listade i Catalogue of Life.